# Varmepatron
En varmepatron er en elektrisk modstand bygget ind i en cylinder med gevind og pakning ved roden, så den kan skrues ind i en beholder eller et rør. Varmepatronen bliver varm, når den tilsluttes elektricitet, og derved bliver materialet i beholderen eller røret varmet op. Dens cylindriske form med pakning i bunden minder om en patron og giver anledning til navnet. Eksempler er en varmepatron i en elektrisk varmtvandsbeholder eller en varmepatron i plastindustrien, der varmer plastikgranulat op til flydende form.
| Fysik | Spire Denne artikel om fysik er en spire som bør udbygges. Du er velkommen til at hjælpe Wikipedia ved at udvide den. |